# Telurocracia
Telurocracia (do latim tellus "terra" e do grego κράτος "poder") é um tipo de civilização ou sistema de Estado claramente associado ao desenvolvimento de territórios terrestres e à penetração consistente nos territórios interiores. Os Estados telurocráticos controlam um território e a maioria étnica que forma o Estado vive nele, em torno da qual ocorre uma maior expansão. O oposto da telurocracia é a talassocracia (impérios marítimos), embora raramente seja observado o tipo puro em um Estado particular. Geralmente, há uma combinação de características telurocráticas com talassocráticas. Em geografia política, geopolítica e geoeconomia, o termo é usado para explicar o poder de um país através de seu controle sobre a terra. Por exemplo, antes de sua fusão, o Sultanato de Mascate era talassocrático, mas o Imamato de Omã, que não possuía costa marítima, era puramente telurocrático. Além disso, pode-se dizer que a maioria ou todos os Estados encravados são telurocracias. 

## Definindo telurocracia
As telurocracias geralmente não são puramente telurocráticas. A maioria das grandes telurocracias possuem ou possuíam territórios litorâneos e não apenas no interior do continente, diferentemente das talassocracias, que historicamente só possuíram territórios litorâneos e não se expandiram ao interior. Isso dificulta a definição do que exatamente é uma telurocracia.
Por exemplo, os mongóis tentaram conquistar o Japão em duas ocasiões. Da mesma forma, o Império Russo colonizou o Alasca (antiga América Russa) depois de atingir um ponto em que não podia mais se expandir para o leste por terra. Do mesmo modo, os Estados Unidos compraram o Alasca e incorporaram muitas ilhas e a Zona do Canal do Panamá quando não havia mais como se expandirem ao oeste.

## Telurocracias históricas
Muitos impérios da antiguidade são conhecidos por serem mais telurocráticos do que seus rivais, como a República Romana em oposição ao seu rival cartaginense, enquanto que, posteriormente, os impérios Romano e Bizantino adquiriram algumas características talassocráticas, ainda que sejam a grosso modo telurocracias, enquanto os seus rivais, os impérios Parta e Sassânida eram quase que puramente telurocráticos.
Outros exemplos notáveis são os impérios Napoleônico, Alemão e Austro-Húngaro, rivais do Reino Unido, profundamente talassocrático.

## Teoria de Dugin
O termo telurocracia propriamente dito foi proposto pelo filósofo e cientista político russo e publicitário do eurasianismo Aleksandr Dugin, com base nas obras do famoso filósofo e jurista alemão Carl Schmitt. Dugin associa a telurocracia ao eurasianismo e aos países que se opõe aos EUA, e em contraste há uma associação da talassocracia com o atlantismo
.
Em sua teoria

, são tradicionalmente atribuídas as seguintes características civilizacionais: um estilo de vida sedentário (sem excluir a colonização migratória), conservadorismo, permanência de normas legais, presença de um aparato burocrático poderoso e autoridade central, exército forte mas uma marinha fraca. Tradicionalmente, a telurocracia é atribuída aos Estados da Eurásia (Impérios Qing, Mongol e Mongol, entre outros), embora alguns, como os Estados Unidos e o Império do Brasil, tenham sido telurocracias em outras regiões geográficas. Na prática, todas essas qualidades nem sempre estão presentes. Além disso, certos povos e Estados evoluem ao longo do tempo em uma direção ou outra. O Grão-Principado de Moscou e posteriormente Czarado da Rússia, era um Estado tipicamente telurocrático. Porém, a partir do imperador Pedro I, houve um aumento gradual das características talassocráticas no Império Russo, e depois na URSS, que se transformou em uma das maiores potências navais do mundo. O Império Britânico, por outro lado, foi durante muito tempo um Estado pequeno, em grande parte talassocrático dora das ilhas britânicas, mas durante os séculos XIX e XX aumentou suas características telurocráticas (expansão para o interior australiano e conquista do interior da África e da Índia), o que pode ser visto também como intensificação da sua talassocracia, por se tratar de aumento de domínios ultramar e consolidação do seu controle sobre eles.